# Réserve du Cap Sizun
Située sur la côte nord du Cap Sizun, la réserve du Cap Sizun, encore connue sous le nom de réserve Michel-Hervé Julien, occupe une bonne partie du littoral de la commune de Goulien. Créée à l'origine pour la protection de belles populations d'oiseaux de mer, elle offre en outre un exemple représentatif des végétations des pelouses, des landes et falaises littorales. Dès sa création à l'initiative de la Société pour l'étude et la protection de la nature en Bretagne en 1958, elle a été ouverte au public. Un circuit de visite et la présence d'animateurs permet de faire connaissance avec l'écologie de ces milieux au printemps et en été.

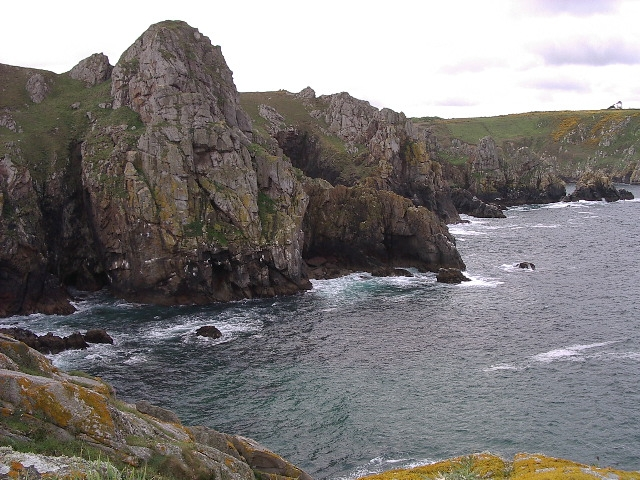
Falaises de Kastell ar Roc'h dans la réserve de Goulien.

## Historique
En juin 1954, Michel-Hervé Julien et Albert Lucas redécouvrent les colonies d'oiseaux de mer des falaises du Cap Sizun autrefois visitées par le zoologiste nantais Louis Bureau puis, dans les années 1930, par le peintre naturaliste Paul Barruel. Dans un souci de protection, ils gardent un temps le silence sur leur trouvaille. Mais le 3 juillet 1957, ils assistent à une tuerie de poussins et d'oiseaux adultes au nid sur le littoral de la commune de Goulien. Cet évènement constituera le signal déclencheur de leur action future dans le domaine de la protection de la nature.
En dépit du caractère novateur de l'entreprise et des difficultés administratives et matérielles, la réserve sera concrétisée par la SEPNB en octobre 1958 et officiellement inaugurée le 14 juin 1959 en présence notamment de Roger Heim alors directeur du Muséum national d'histoire naturelle. Des 350 primo visiteurs de 1959 aux 11 000 de 1966, 28 000 en 1969 et 42 000 dans les années 1980, payant leur écot pour accéder au site, atteste de « l’intérêt touristique de la réalisation ». Depuis, le nombre de visiteurs décline, passant à 11 300 en 2008, en raison notamment de la perte de singularité de la réserve (diminution régulière des populations d’oiseaux de mer, notamment des pingouins, ses têtes d’affiche ; développement d'autres réserves et sites touristiques).
En 1973, le Conseil général du Finistère confie à l'association Bretagne Vivante-SEPNB la gestion des terrains qu'il vient d'acquérir sur le site.
Les actions de sensibilisation de l'association évoluent dans la pratique. Dans un premier temps, l’animation du site repose entièrement sur l’autorité du garde. Dans un deuxième temps, elle met en place à partir de 1980 des animations (randonnées-découverte par deux garde-animateurs, fiches pédagogiques pour les élèves…). L'autonomisation des visiteurs dans les années 1990 (équipement de longues-vues le long du parcours, panneaux explicatifs) est suivie dans les années 2000 par un programme d'interprétation ludique et scientifique (circuits et livrets d'interprétation).
« Si les créateurs de la réserve ont su initier une politique d’information du public, un peu de formation peut-être, la sensibilisation de la population locale a globalement échoué faute de réelle volonté ou pour cause de blocages sociologiques trop importants. La restriction d’usages, la clôture d’espaces traditionnellement ouverts ont constitué des points de friction sévères même lorsque les locaux adhèrent à l’idée de protection des colonies d’oiseaux marins ».

## Les paysages

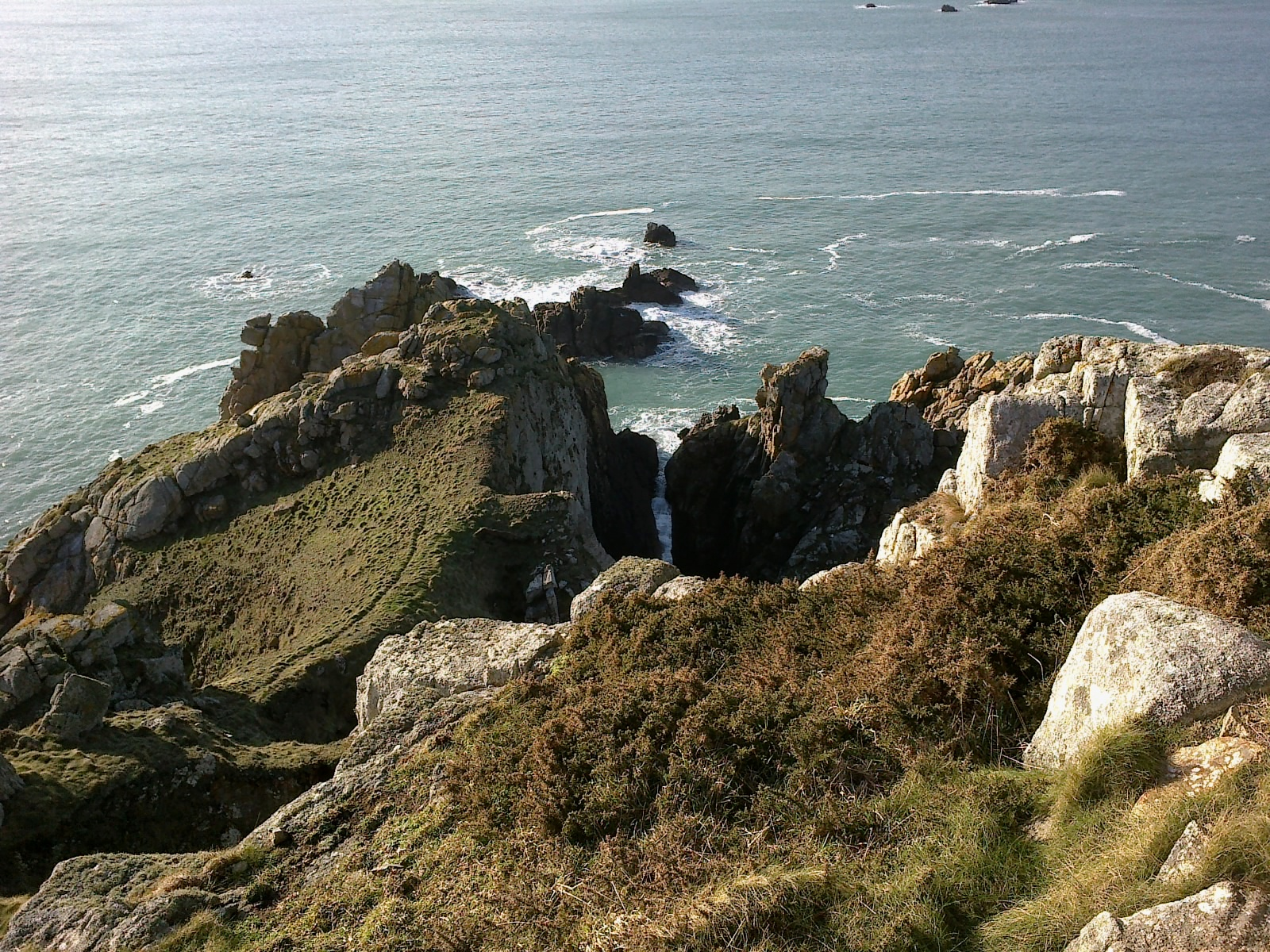
Kastell ar Roc'h (Réserve naturelle du Cap-Sizun à Goulien) 1.
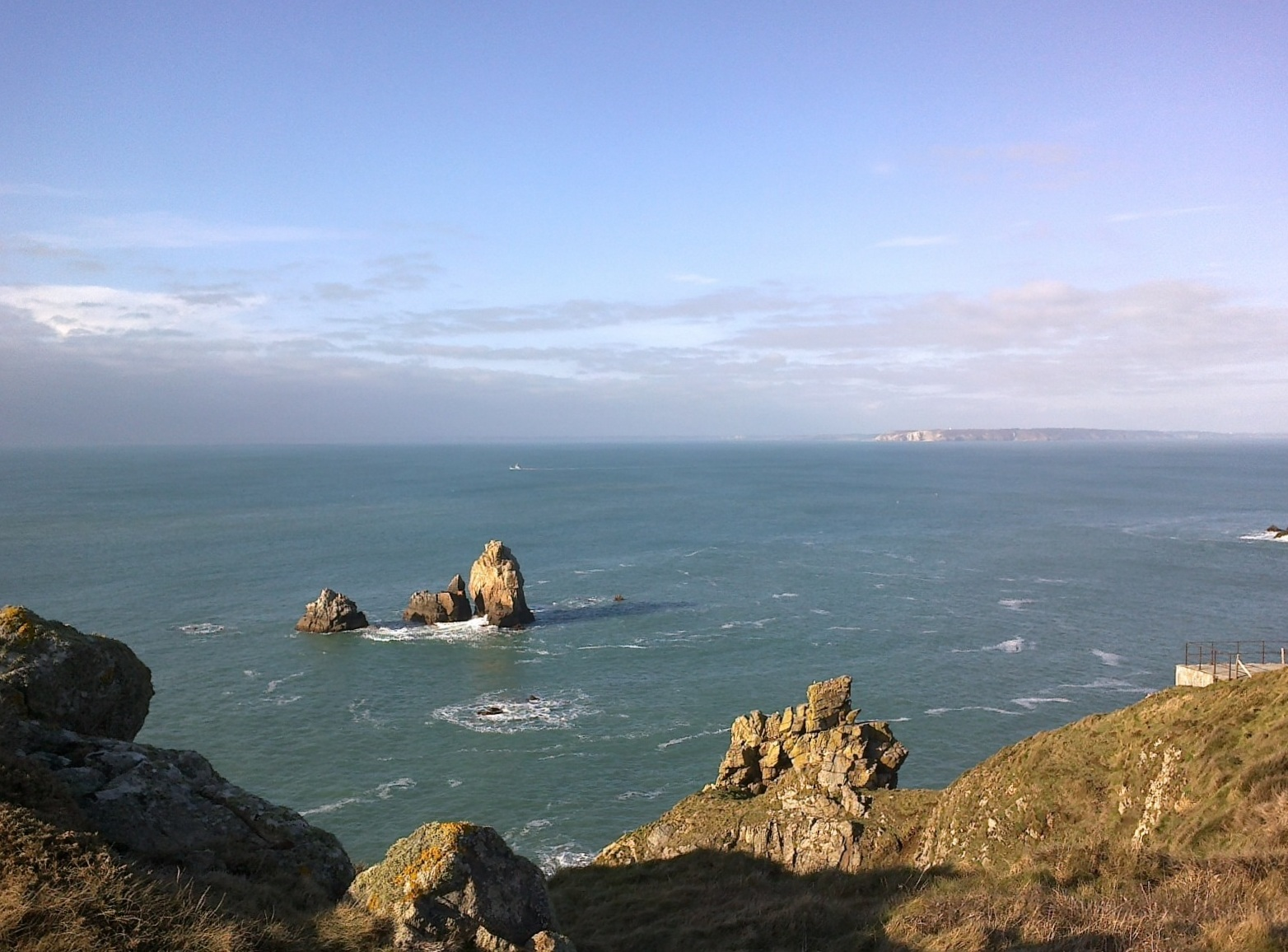
Kastell ar Roc'h (Réserve naturelle du Cap-Sizun à Goulien) 2 ; à l'arrière-plan le Cap de la Chèvre.
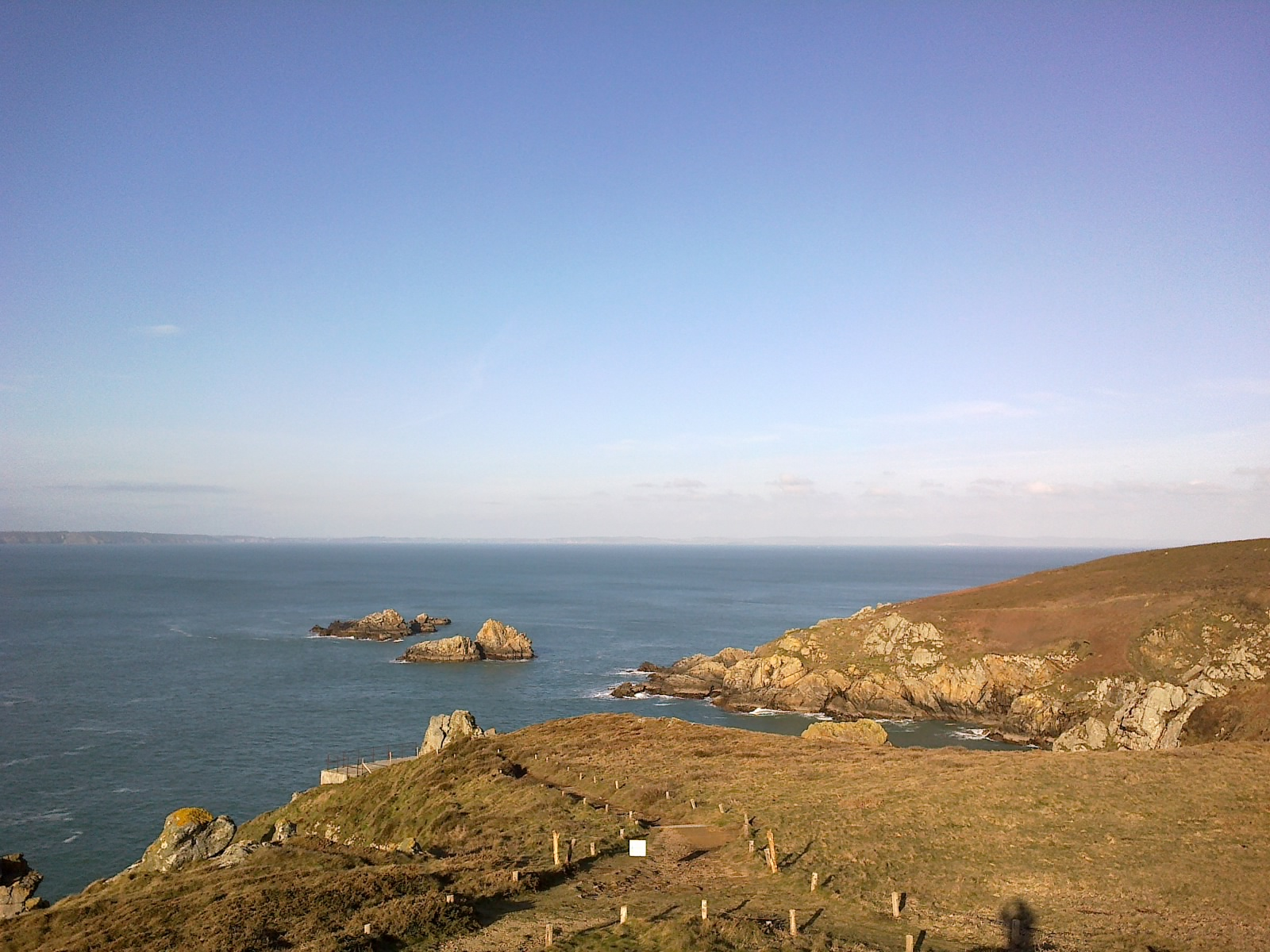
La lande face au rocher de Kastell ar Roc'h (Réserve naturelle du Cap-Sizun à Goulien).
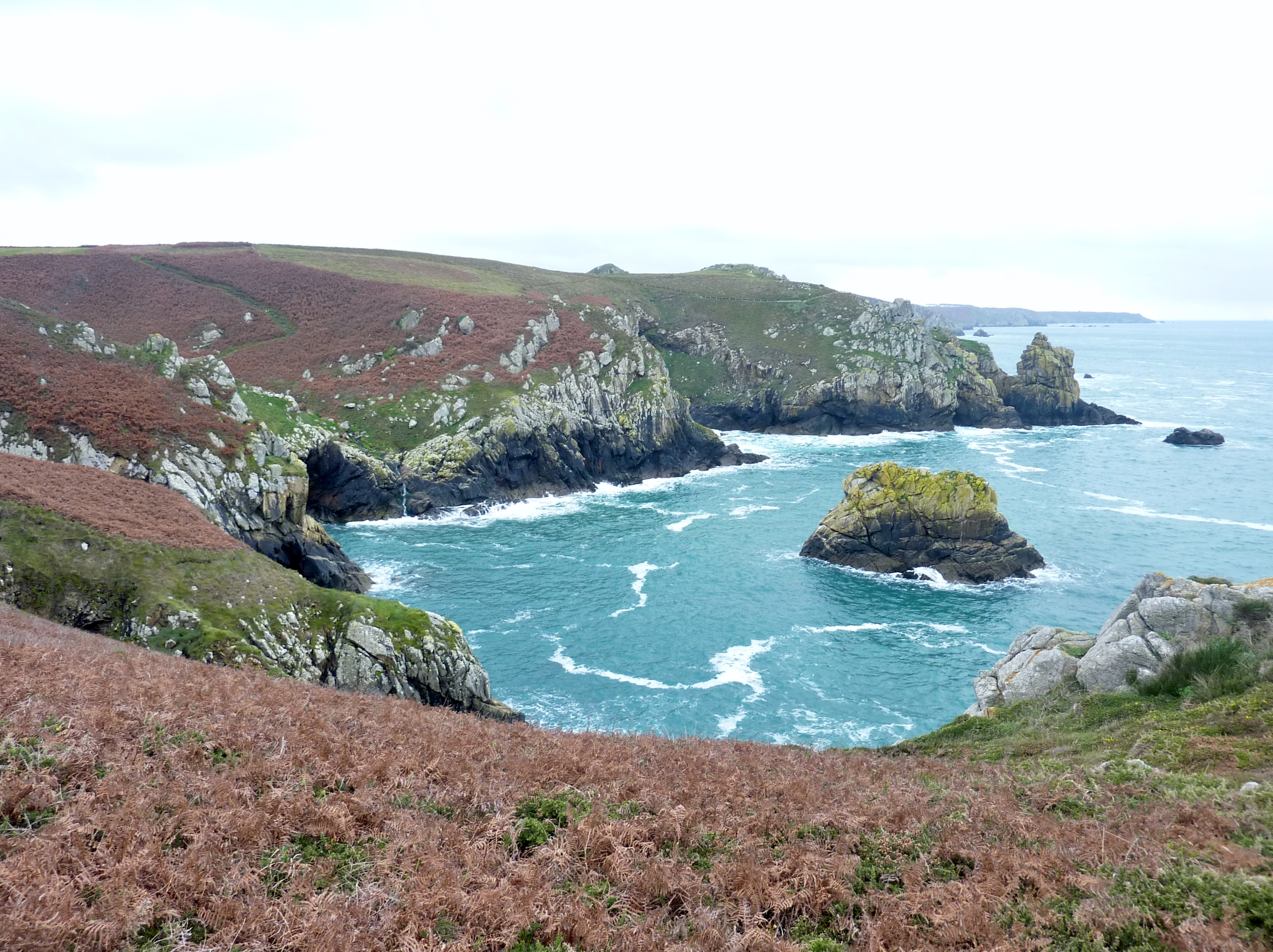
Îlot rocheux et falaises au débouché du vallon du ruisseau de Kergulan (limite communale entre Goulien et Beuzec-Cap-Sizun) ; à l'arrière-plan la Réserve naturelle du Cap-Sizun.
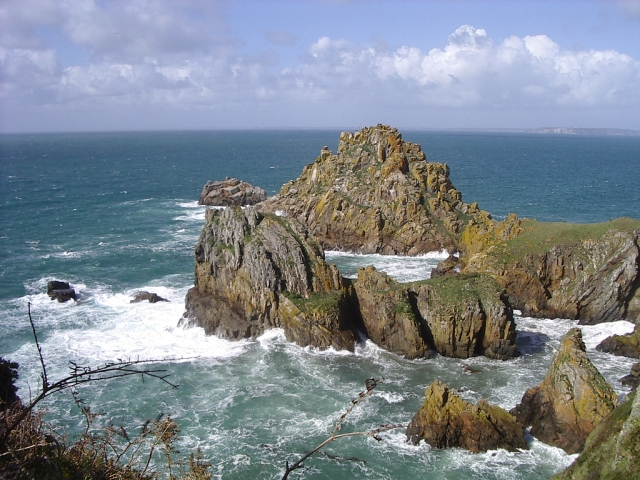
L'îlot du Milinou Braz (Goulien).
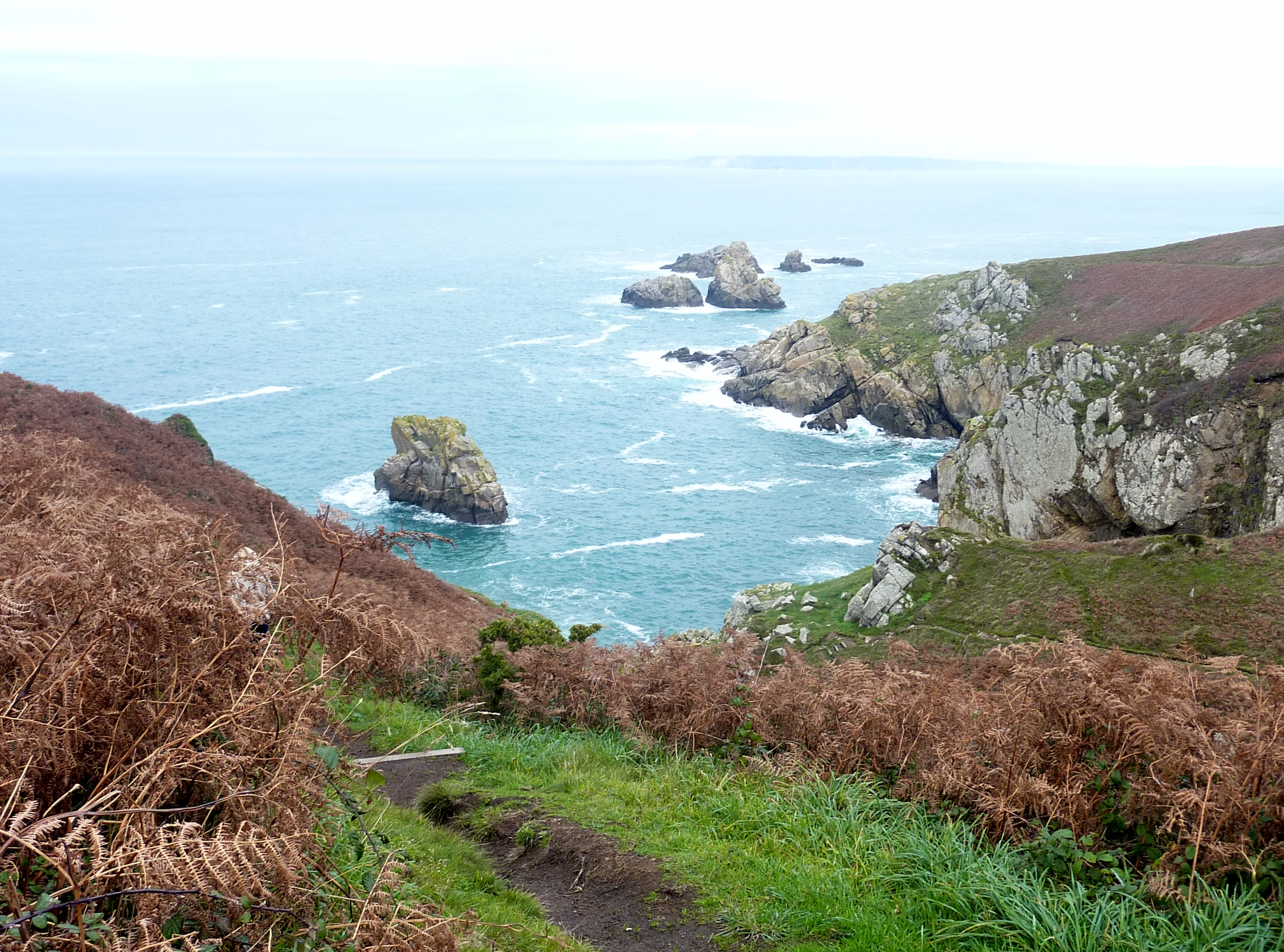
Le vallon très encaissé et la crique du ruisseau de Kergulan (limite entre les communes de Goulien et de Beuzec-Cap-Sizun) ; au large le rocher du Danou.
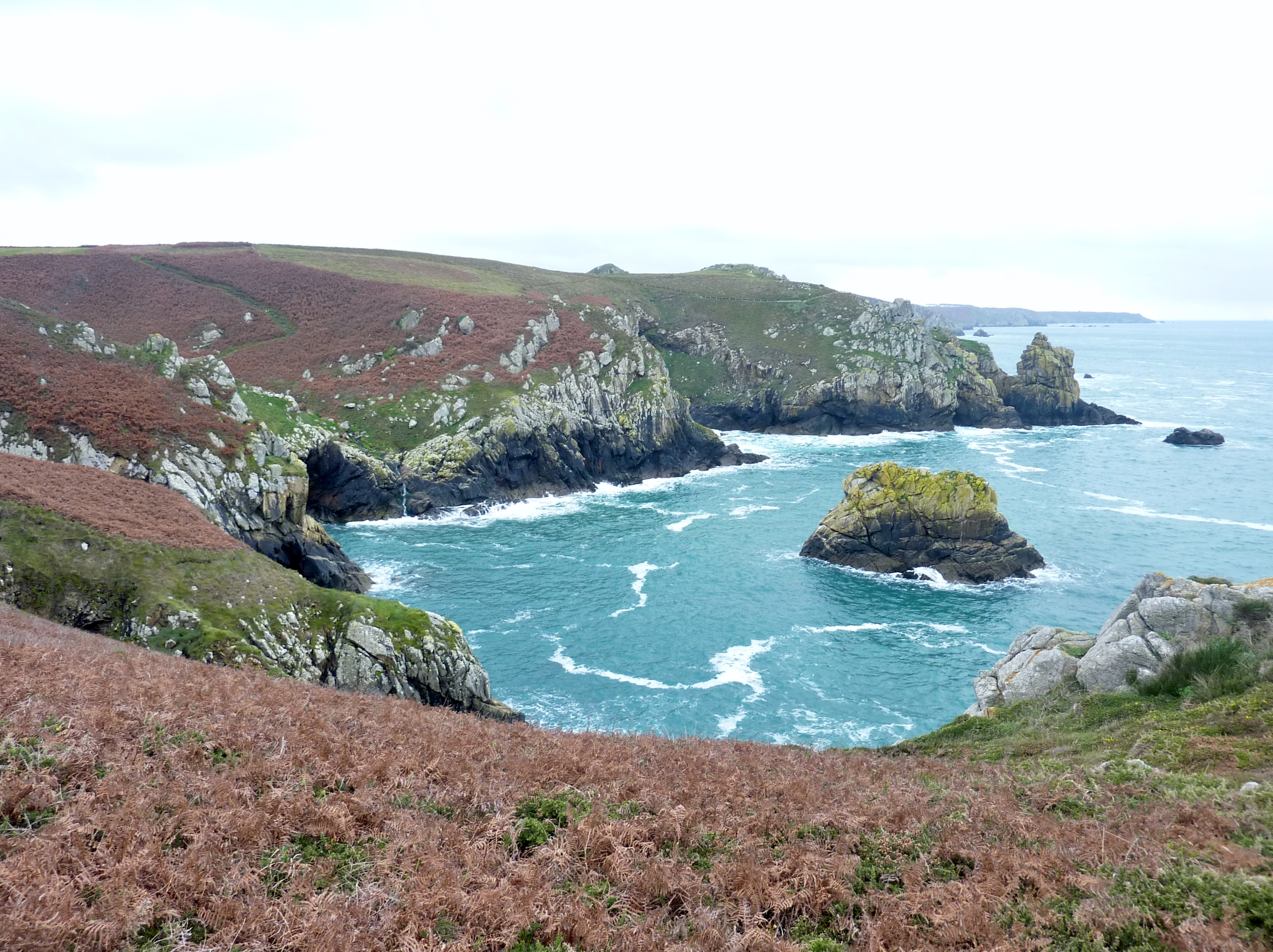
Îlot rocheux et falaises au débouché du vallon du ruisseau de Kergulan (limite communale entre Goulien et Beuzec-Cap-Sizun) ; à l'arrière-plan la Réserve naturelle su Cap-Sizun en Goulien .

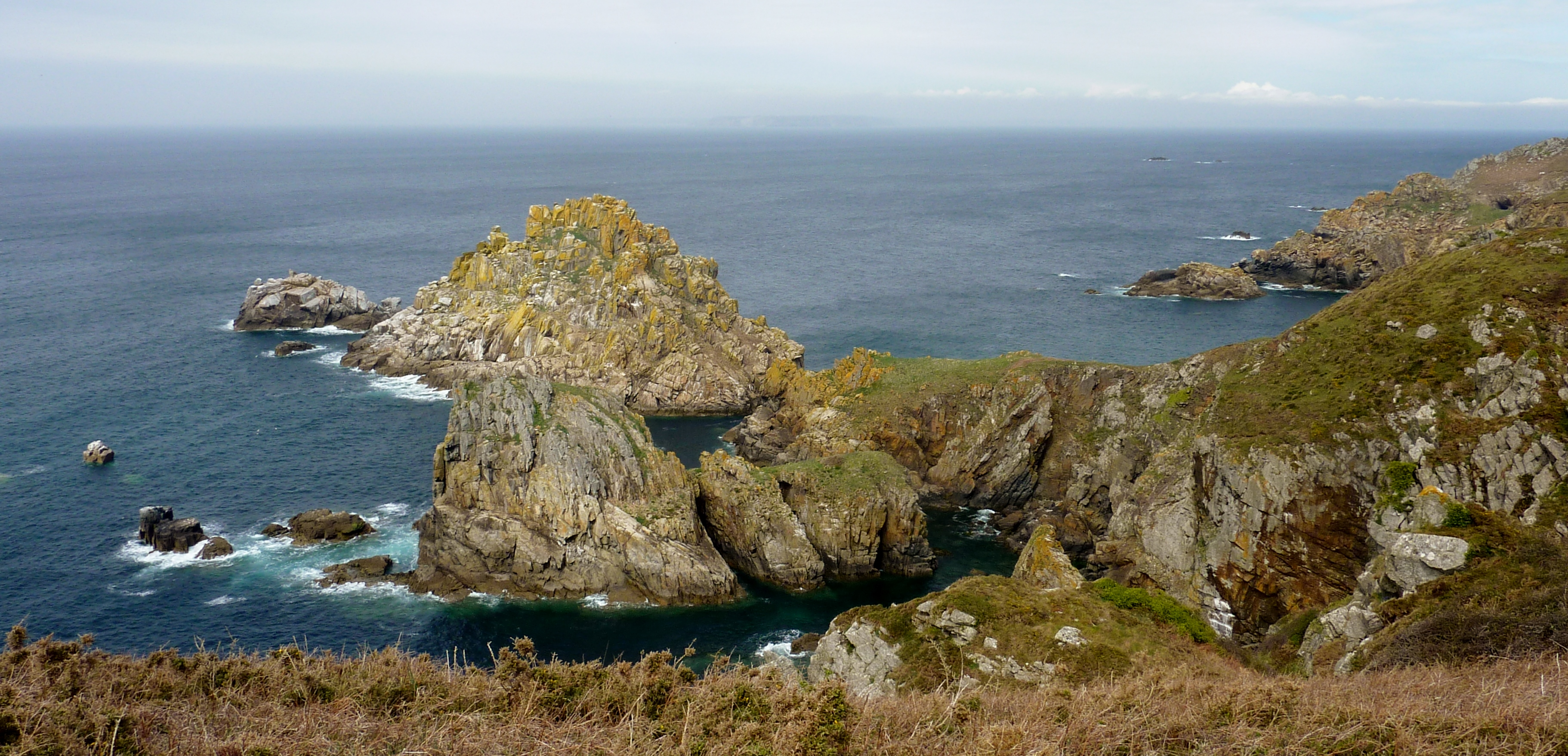
Les falaises entre le ruisseau de Kerisit et la limite de Cléden-Cap-Sizun.
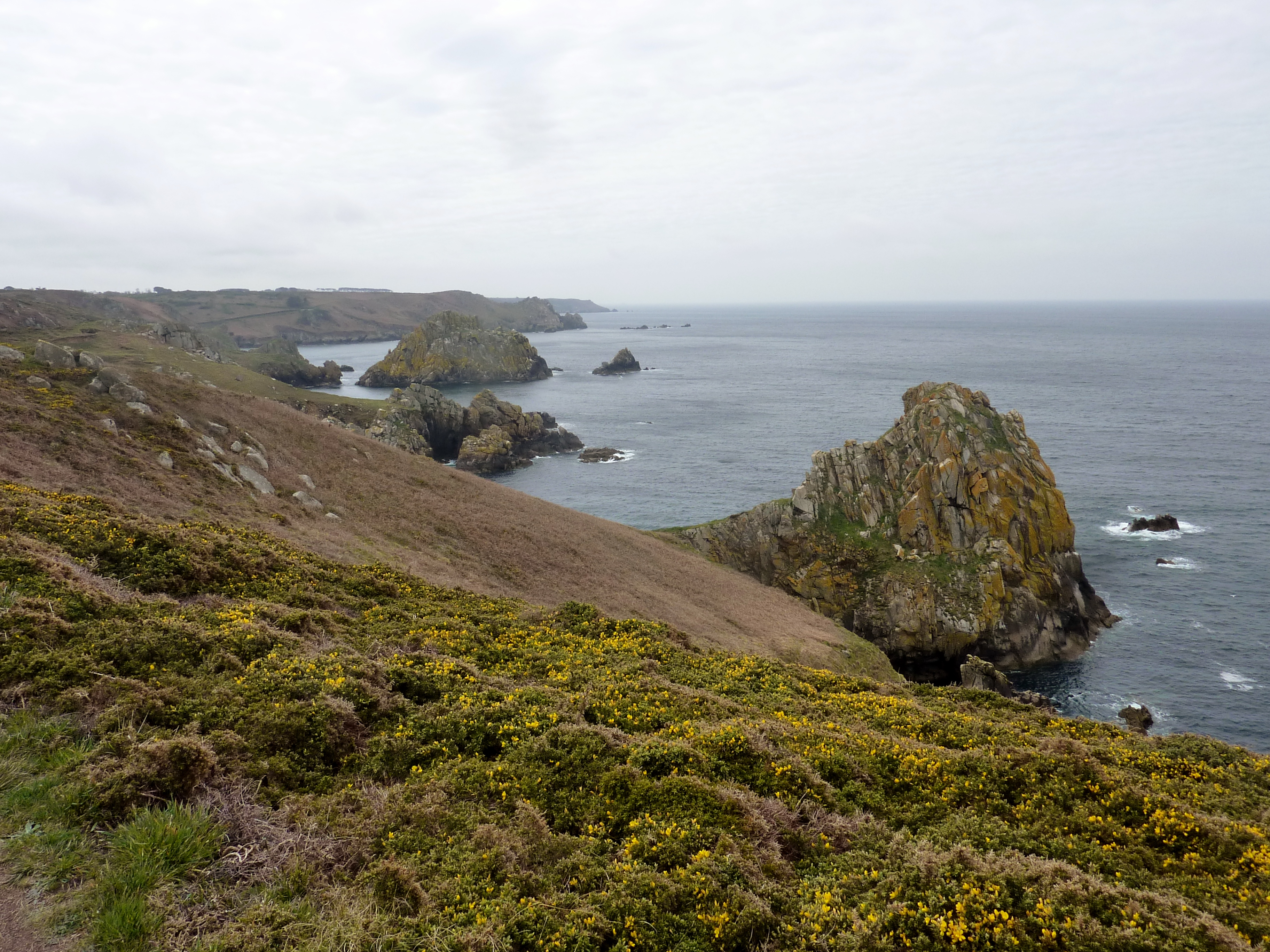
Les falaises entre Ménez Kermaden et la Pointe de Penharn, qui est visible à l'arrière-plan (celle-ci se trouve dans la commune de Cléden-Cap-Sizun).
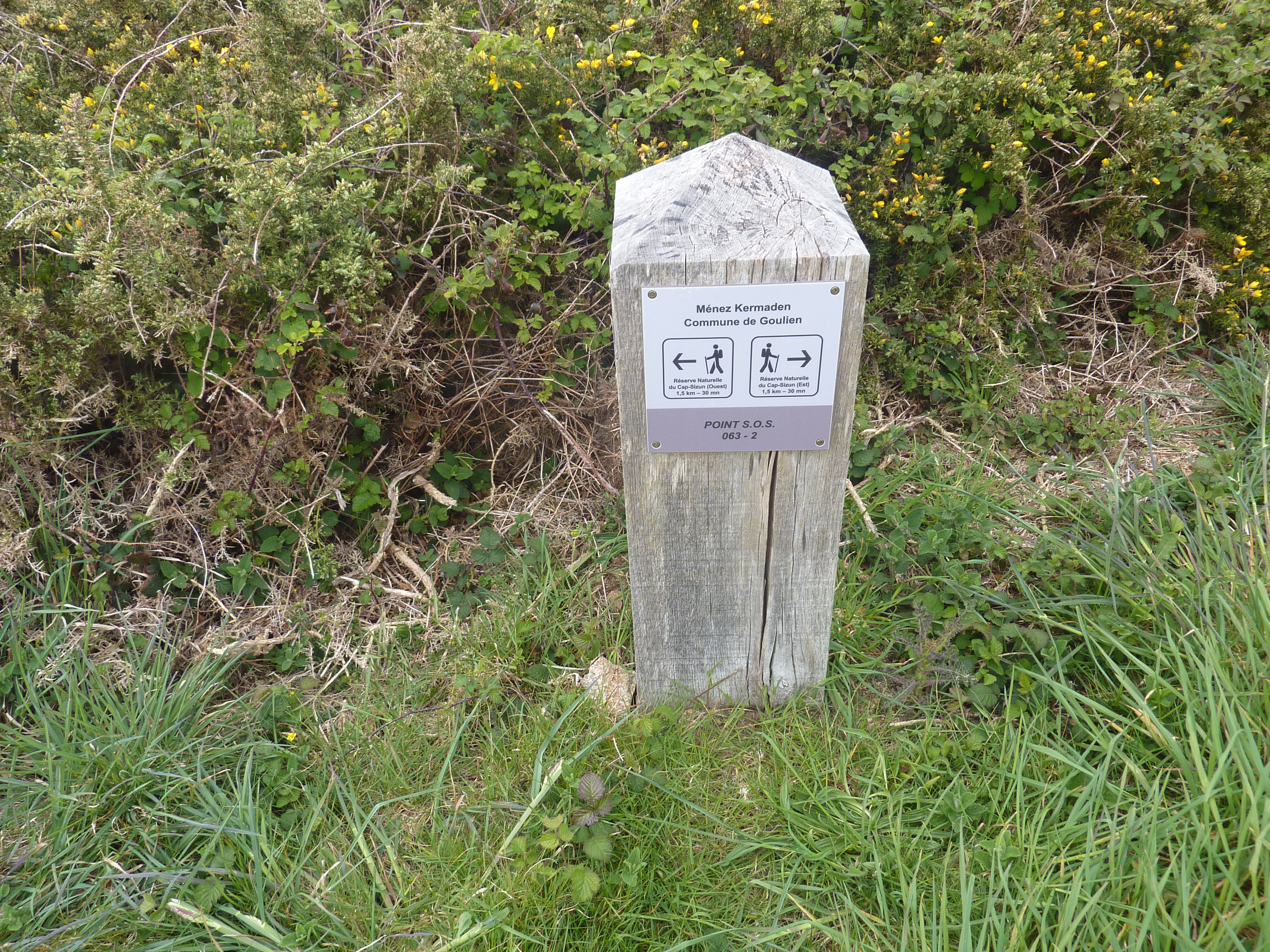
Borne du GR 34 entre Ménez Kermaden et la Pointe de Penharn
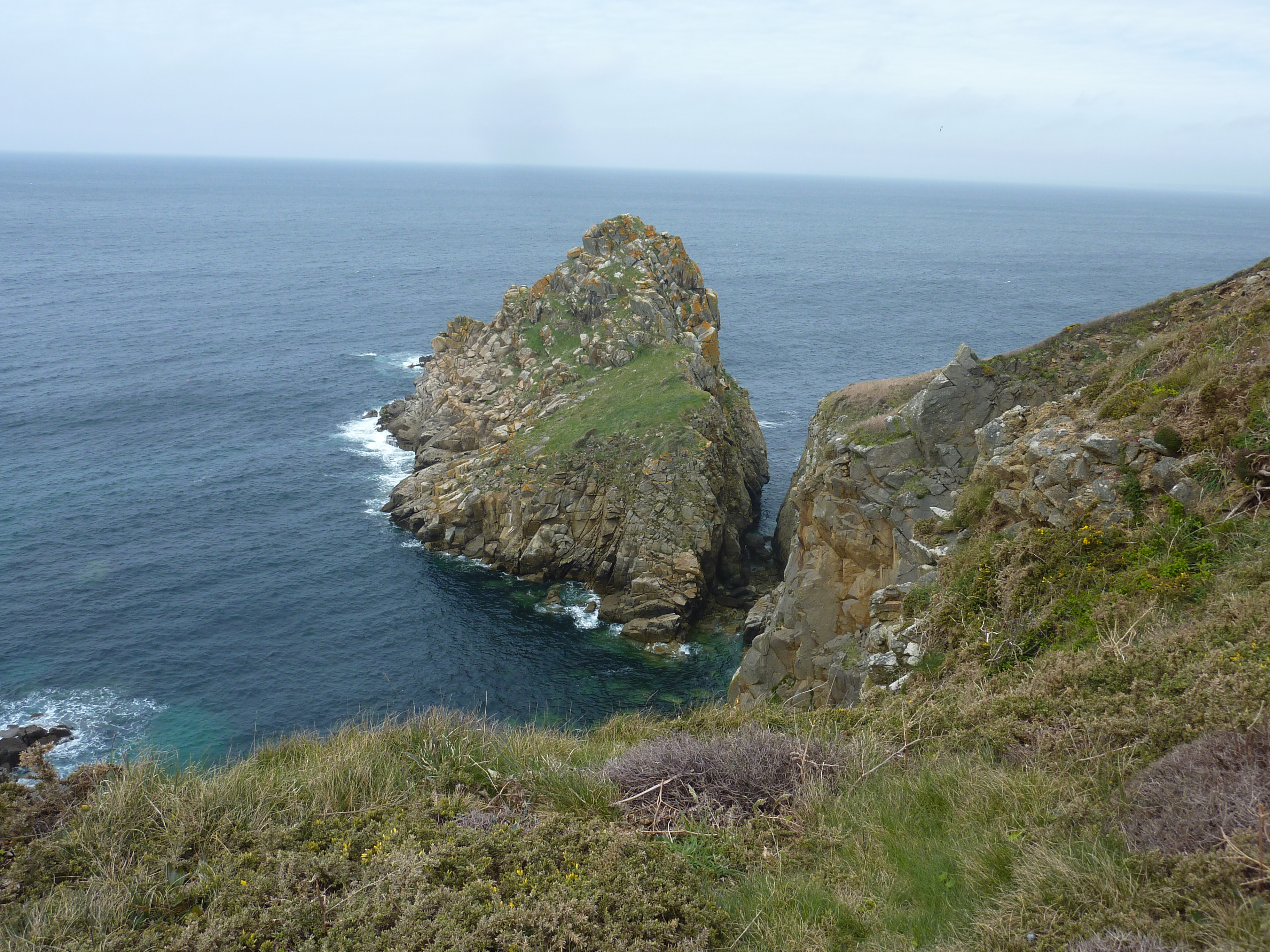
Îlot rocheux entre Ménez Kermaden et la Pointe de Penharn 1.
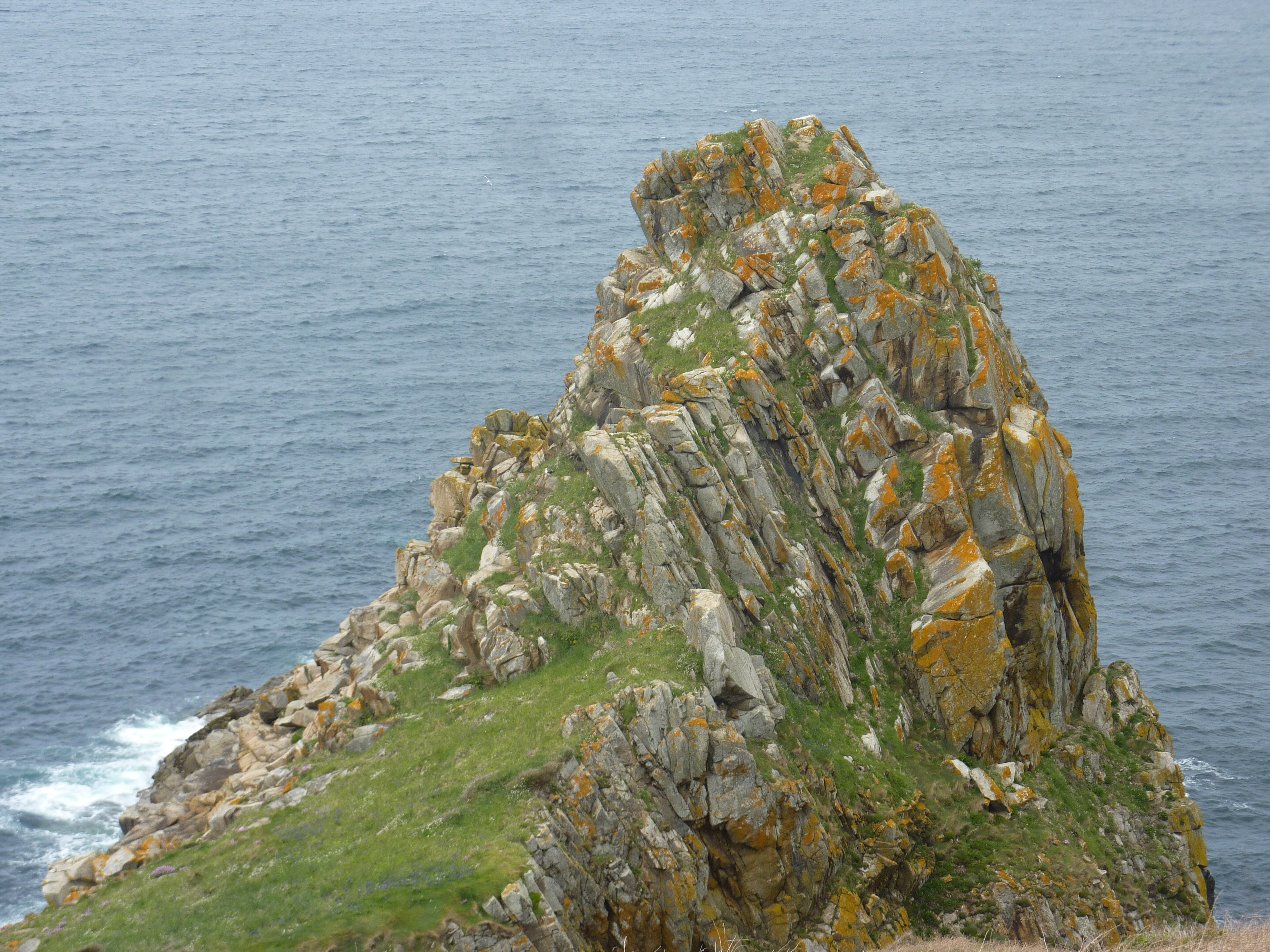
Îlot rocheux entre Ménez Kermaden et la Pointe de Penharn 2.
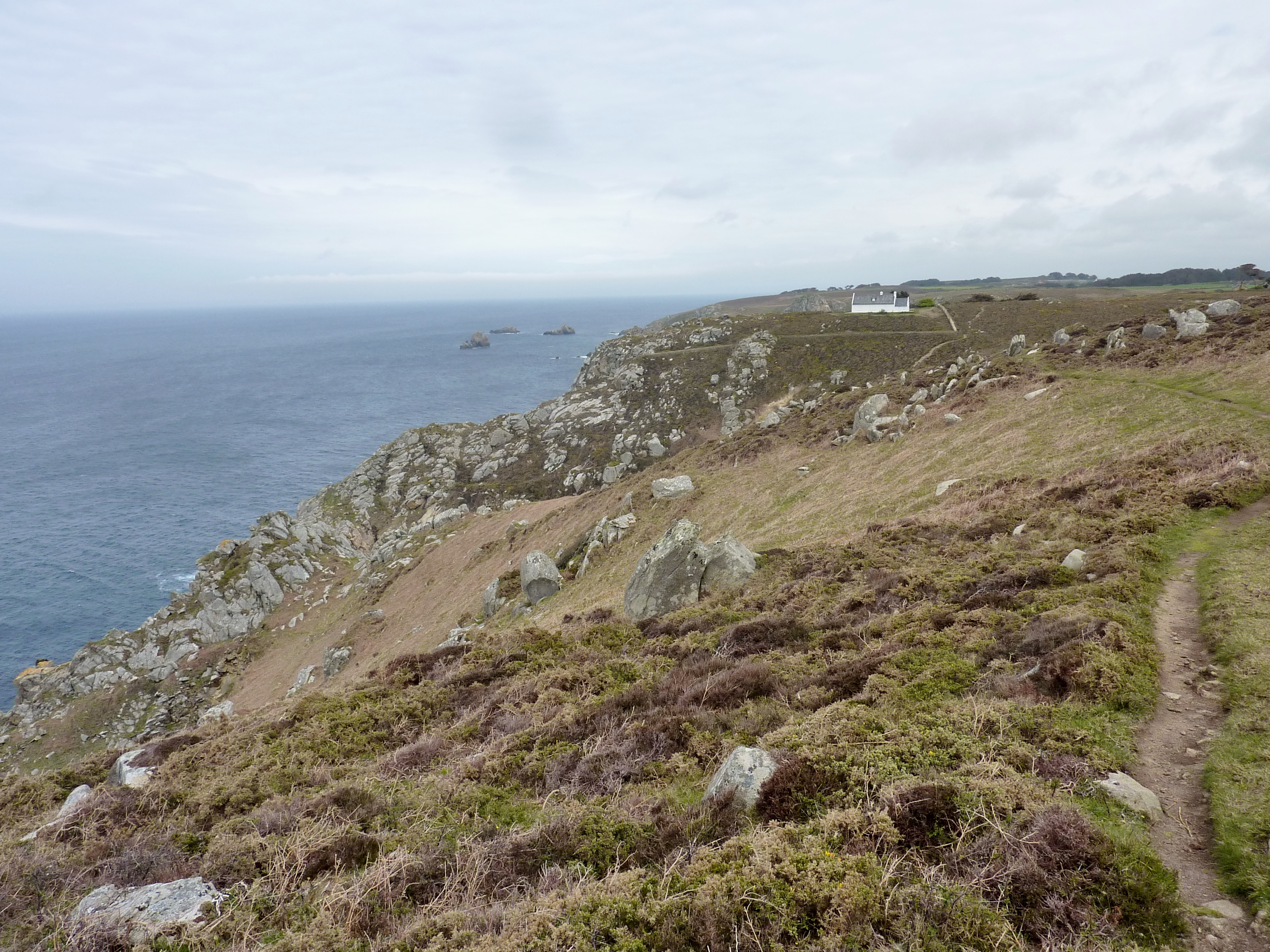
Le GR 34 et les falaises à l'ouest de "Ti Félix".
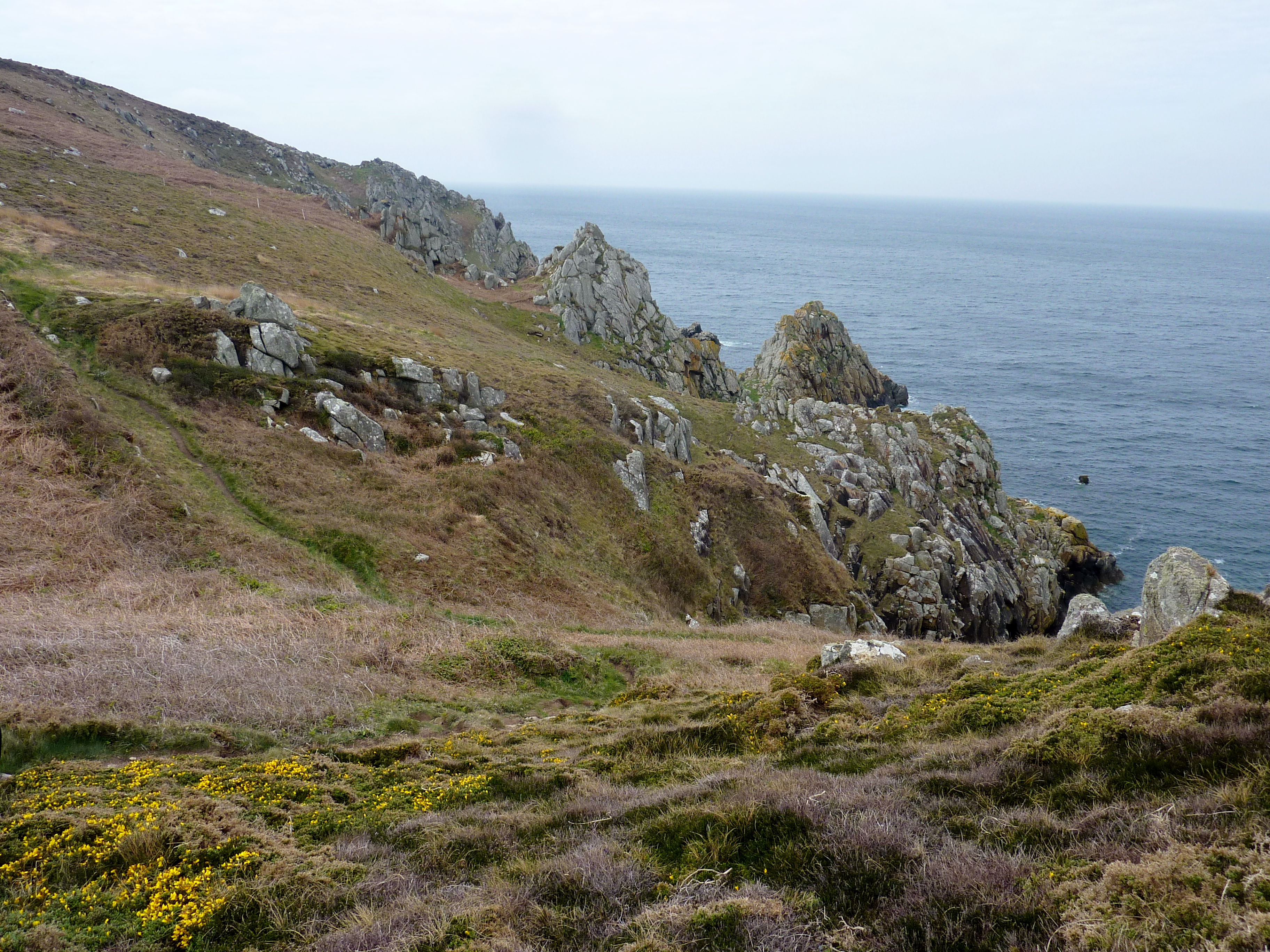
Lande et falaises près de "Ti Félix".
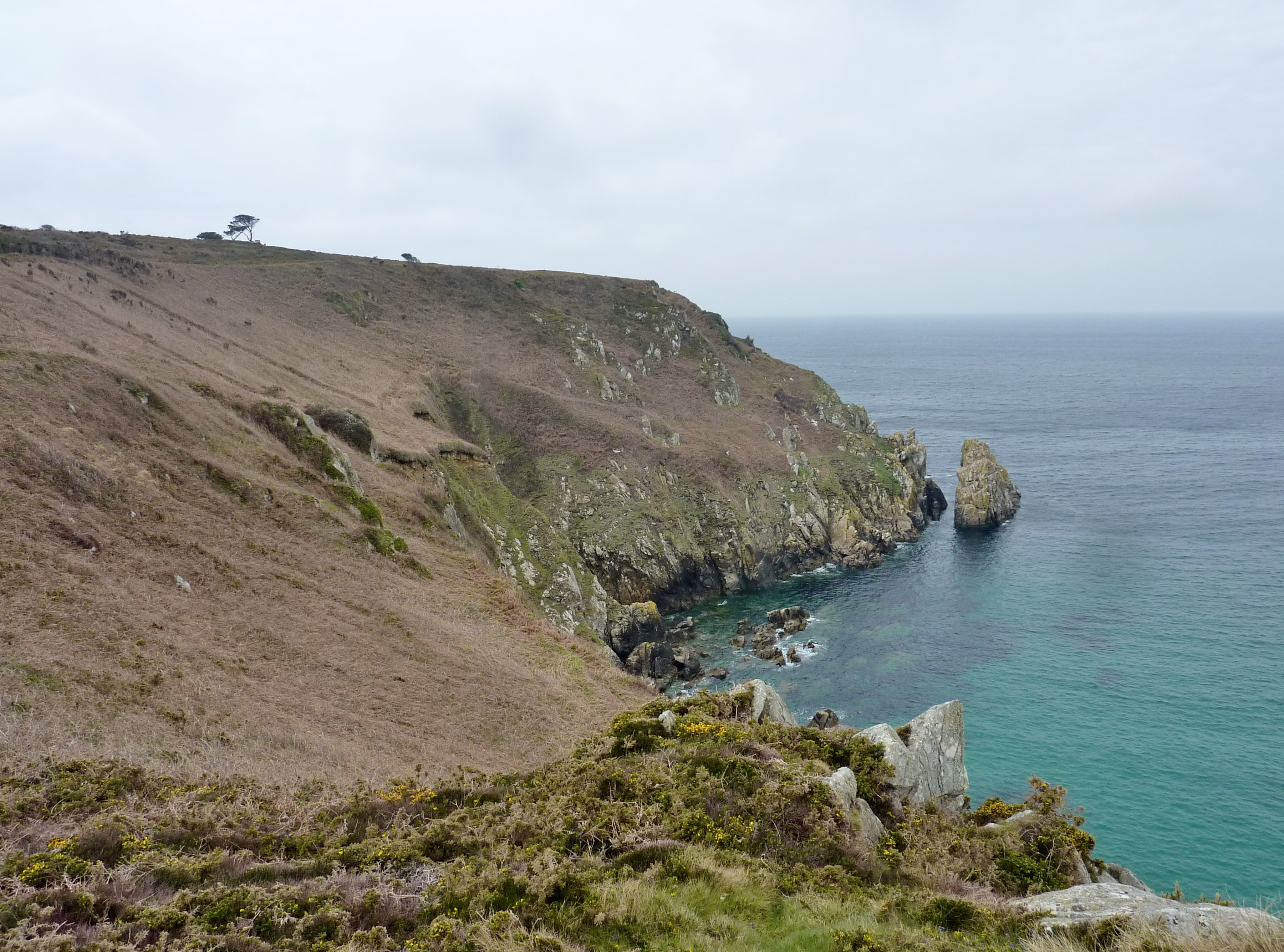
Les falaises entre le vallon de Kerisit et "Ti Félix" 1.
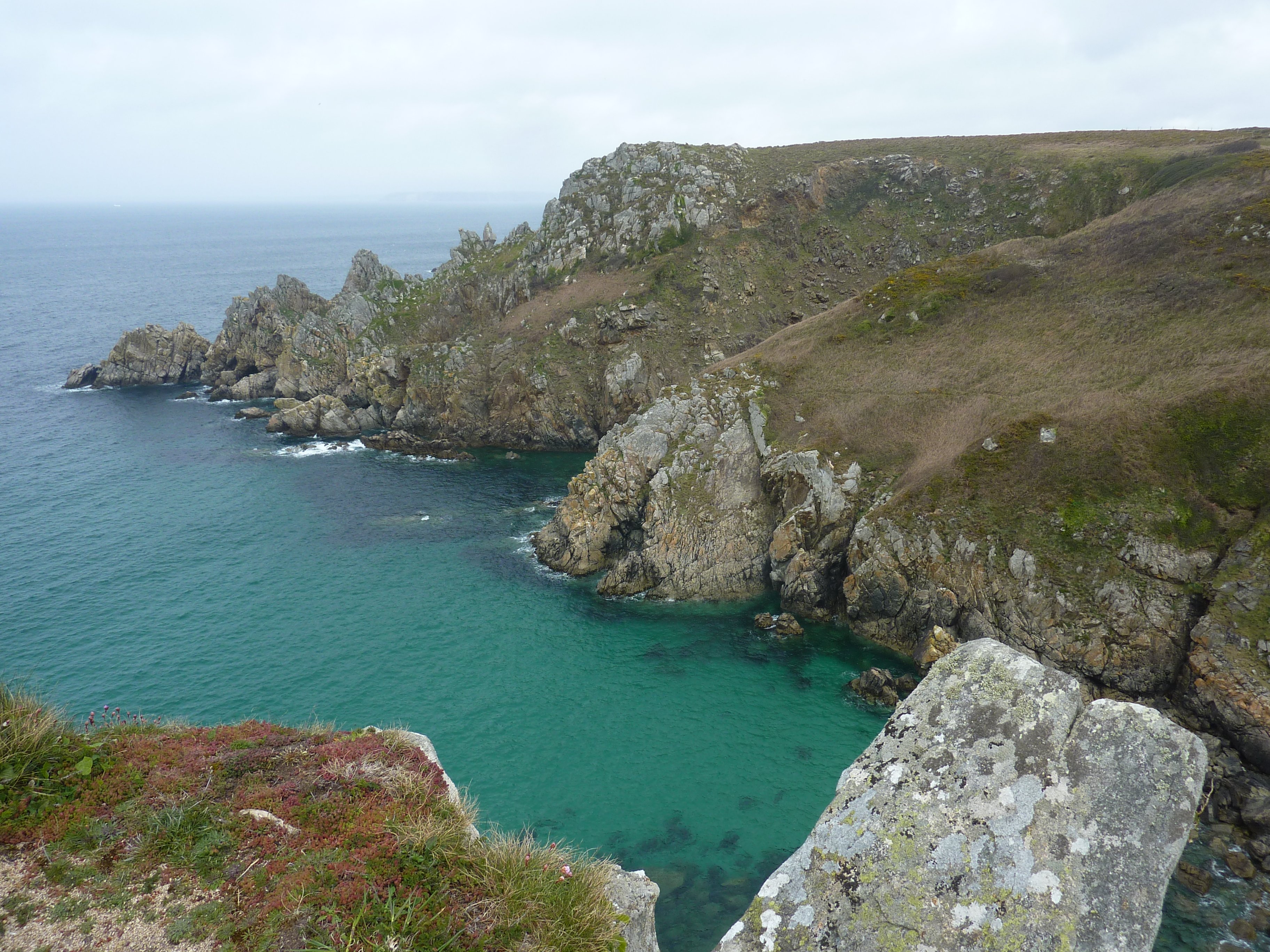
Les falaises entre le vallon de Kerisit et "Ti Félix" 2.
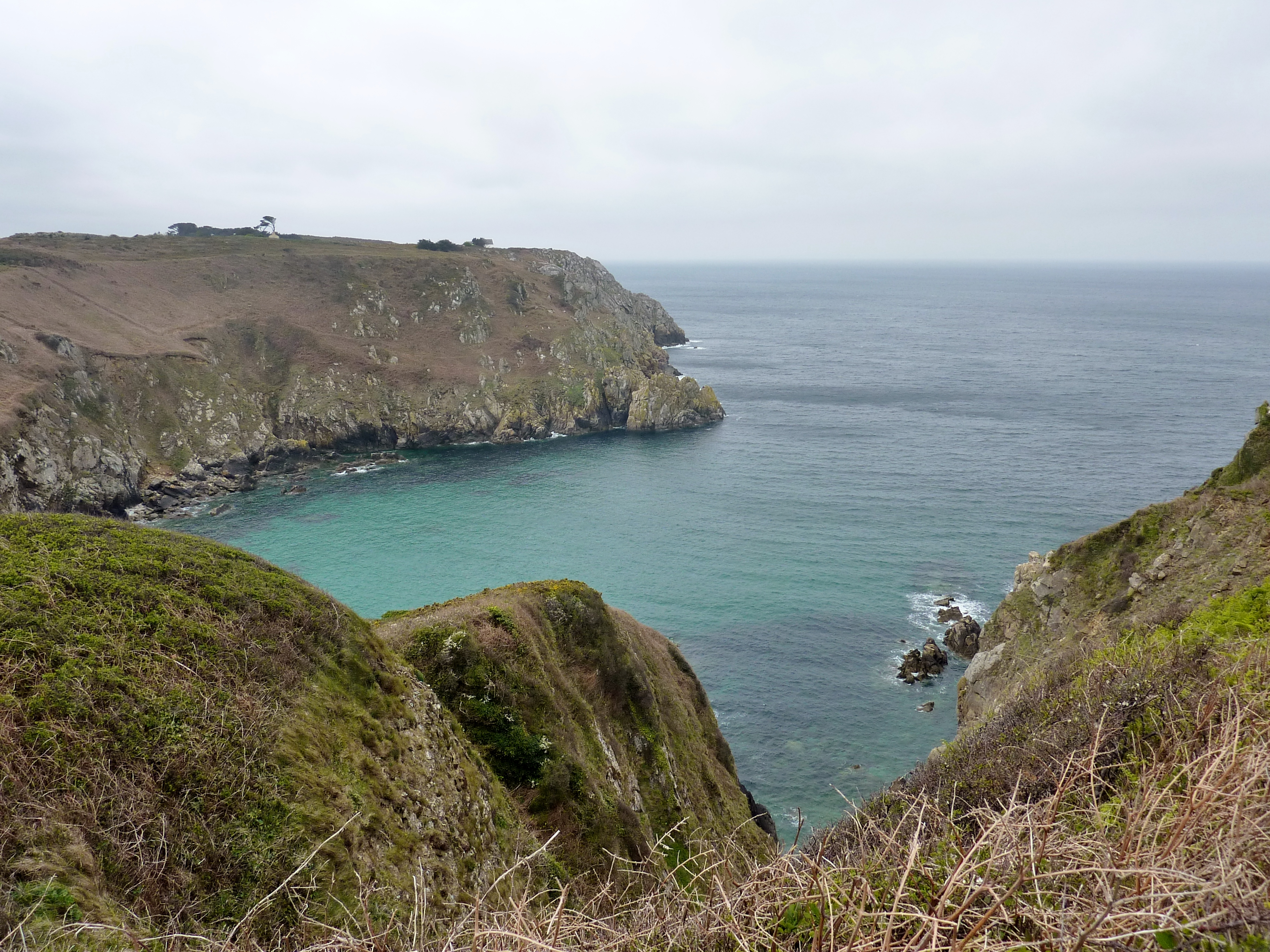
Les falaises entre le vallon de Kerisit et "Ti Félix" 3.

## Milieu naturel

### Flore

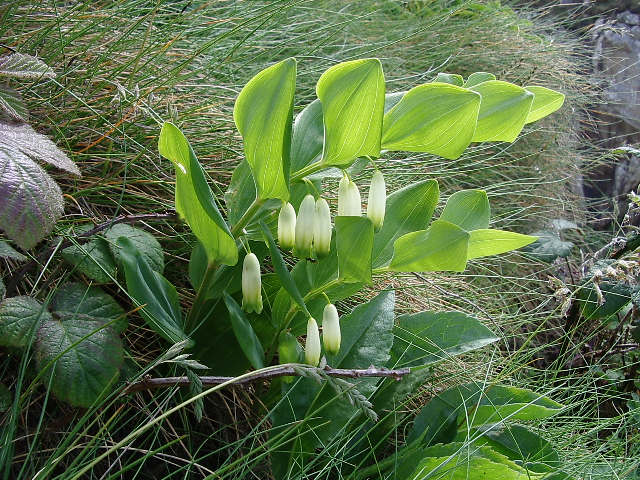
Le sceau de Salomon odorant, une des nombreuses plantes forestières des falaises du Cap Sizun.

#### Flore et vegetation de la falaise maritime et de la lande
L’étagement végétal présenté se retrouve principalement dans les falaises siliceuses des formations granitiques et gréseuses de la façade Manche- Atlantique.

#### Plantes des niveaux inferieurs
Lichens : (Au-dessus du niveau des pleines- mers, zonations formant des ceintures noires, jaunes/orange et grises, subissant la houle, le ressac et aspersions quasi constantes d’embruns.
Les lichens forment une zone frontière entre les algues et les premières plantes à fleurs.) 
Lichina sp
Verrucaria maura
Caloplaca marina                                       (Principaux lichens présents sur le substrat  rocheux)
Xanthoria parietina
Lecanora sp
Le domaine des phanérogames (angiospermes) commence dans la zone située au-dessus des pleines mers de vives eaux.

#### Plantes a fleurs
Dans anfractuosités de la falaise, sur substrat rocheux, subissant les aspersions des embruns salés, absence ou peu d’humus, + facteur vent, faciès rocheux en modes battus ou abrités.
Halophiles et chasmophytes : (Plantes : « amies » du sel, feuilles charnues, se développant dans les fissures de la roche.)
Criste marine, perce pierre		Crithmum maritimum
Armérie maritime, gazon d’Olympe	Armeria maritima
Cranson officinal				Cochlearia officinalis      
Cranson du Danemark			Cochlearia danica            
Spergulaire des rochers			Spergularia rupicola
Inule fausse criste			Inula crithmoides
Bette maritime                                               Beta maritima
Lavande de mer                                             Limonium occidentalis
Crassulacees : (Plantes grasses, rupicoles)
Orpin d’Angleterre 			Sedum anglicum	         (sur vires écorchées).
Nombril de Vénus, ombilic		Ombillicus rupestris
Cryptogames :   (Plantes sans fleurs véritables) 
Pteridophytes et lichens :
Doradille marine	Asplenium marinum              (Dans fissures ombragées + embruns).
Polypode                                          	Polypodium interjectum
Ramalina				Ramalina siliquosa                   Haut de falaises sur substrat rocheux
Roccelle, orseille			Roccella fuciformis                                 « idem »	
Plantes de la pelouse aerohaline : (Exposition aux embruns et vents, sol pentu peu profond, bas ou milieu  de falaise, formes végétales prostrées, présence d’accommodats et écotypes.)
Fétuque pruineuse			Festuca rubra subsp. pruinosa
Fétuque ovine				Festuca ovina
Dactyle		Dactylis glomerata
Armérie maritime		Armeria maritima
Carotte à gomme				Daucus carota subsp. gummifer 
Anthillyde				Anthyllis vulneraria subsp. maritima
Lotier corniculé				Lotus corniculatus subsp. crassifolius 
Trèfle occidental				Trifolium occidentale
Tréfle des champs                                         Trifolium arvense	                                          (sur vires écorchées)
Silene maritime				Silene maritima 
Jasione des montagnes			Jasiona montana		          (sur vires écorchées)
Piloselle					Hieracium pilosella
Scille de printemps			Scilla verna
Scille d’automne				Scilla autumnalis
Plantain corne de cerf			Plantago coronopus                 	(aussi dans zones rudéralisées)
Camomille maritime			Matricaria maritima
Genêt maritime prostré	Cytisus scoparius subsp. maritimus ex  Sarothamnus scoparius 
Petite centaurée				Centaurium umbellatum  ex Centaurium erythrea
Eperviere en ombelle                                    Hieracium umbellatum
Oseille                                                           Rumex acetosa
Marguerite à feuilles épaisses                       Leucanthemun vulgare crassifolium
Bugrane du littoral			Ononis repens
Euphorbe du littoral			Euphorbia littoralis et E. portlandica                    (vires écorchées)
Fougère aigle				Pteridium aquilinum
Orchis bouffon                                              Orchis morio	               (forme naine au sommet des falaises)
Succise des prés                                            Succisa pratensis
Ail                                                                 Alium sphaerocephalum                                         
Porcelle glabre                                              Hypocharis glabra
Centaurée	Centaurea nigra
Romulée à petites feuilles                             Romulea columna

#### Plantes de falaise
Zones abritées, souvent humides, végétation à affinité forestière et continentale :
Jonquille				Narcissus pseudonarcissus
Jacinthe bleue (J. des bois)	              Endymion non-scriptus
Primevère				Primula vulgaris
Sceau de Salomon			Polygonatum odoratum
Violette			Viola canina et V. riviniana
Verge d’or				Solidago virgaurea subsp. rupicola
Digitale  pourpre				Digitalis purpurea
Fougère aigle				Pteridium aquilinum 
Fragon petit houx			Ruscus aculeatus
Osmonde royale				Osmunda regalis      (dans fissures humides, suintements de falaise) 
Lavatère arborescente			Lavatera arborea		(milieux secs et îlots rocheux)
Compagnon rouge			Silene dioica
Sénéçon Cinéraire  *                             	Jacobeae maritima                           (échappée de jardin) 
La lande est un écosystème dont la végétation dominante se compose de l’association d’éricacées et de légumineuses, (bruyères et ajoncs) se développant sur des sols très pauvres.

#### Plantes de la lande maritime
Lande rase, sèche et littorale. Peu de profondeur du sol, sur versants pentus et exposition aux vents :
Ajoncs				              Ulex galli et Ulex Europaeus
Bruyère cendrée				Erica cinerea
Callune, fausse bruyère			Calluna vulgaris                      (en coussinet)
Ajonc d’Europe				Ulex europaeus
Cuscute du Thym			Cuscuta epithymum                 (sur ajonc et parfois genêt)
Potentille tormentille			Potentilla erecta ex : Potentilla tormentilla
Serpolet commun			Thymus serpyllum
Polygale					Polygalla serpyllifolia
Betoine officinale	Betonica officinalis
Rosier pimprenelle		Rosa pimpinellifolia
Verge d’or		Solidago virgaurea subsp. rupicola
Serratule des teinturiers		Serratula tinctoria subsp. Soenii  
Crozonnaise *                                                Lithodara prostata ex : Lithospernum diffusum    (endémique)
Genêt                                                             Sarothamnus scoparius maritimus                         (prostration) 

#### Plantes de la lande haute et fourres
Formations arbustives, anémomorphoses en haut de falaises exposées, sol plus profond, exemple sur filons de dolérite :
Ajonc d’Europe				Ulex europaeus
Prunellier  Epine noire			Prunus spinosa
Genet à balais				Cytisus scoparius ex : Sarothamnus scoparius
Aubépine				Crataegus monogyna
Roncier					Rubus fruticosus gr.
Chèvrefeuille		Lonicera periclymenum
Fougère aigle				Pteridium aquilinum
Lierre					Hedera helix 
Saule       	Salix atrocinera             (stade pré-forestier le plus évolué)
Digitale pourpre	Digitalis purpurea
Grande marguerite	Leucanthemun vulgare
Epilobe                                         	Epilobium sp

#### Plantes de la lande mesophile
Degré intermédiaire d’humidité du sol, P.H. acide :
Bruyère ciliée				Erica ciliaris
Ajonc					Ulex sp. X		(possibilité d’hybridation)
Callune					Calluna vulgaris
Molinie					Molinia coerulea
Pédiculaire				Pedicularis sylvatica
Polygale				              Polygala  vulgaris et P. serpyllifolia
Potentille				Potentilla erecta ex : Potentilla tormentilla
Cirse        	                                          Cirsium anglicum  
Plantes de la lande humide et tourbeuse : Hygrophiles et hydrophytes  (P.H. du sol acide et humidité constante)
Bruyère à quatre angles *	Erica tetralix
Molinie            	Molinia caerulea
Orchis tacheté	Dactylorhiza maculata ex :orchis ericetorum
Saule nain	Salix repens
Cirse des anglais	Cirsium dissectum / anglicum
Mouron délicat	Anagallis tenella
Linaigrette *	Eriophorum augustifolia
Lichen des rennes	Cladonia rangifera                           (Cryptogame)
Rossolis *	Drosera rotundifolia et  intermedia                       
Grassette du Portugal	Pinguicula lusitanica
Ecuelle d’eau	Hydrocotyle vulgaris
Millepertuis des marais	Hypericum helodes ex Helodes palustris
Menthe aquatique	Mentha pulegium
Sphaigne	Sphagnum inundatum et rufescens    (Cryptogame)
Gentiane*               	Gentiana pneumonanthe
Potamot 	Potamogeton polygonifolium
- Plantes se trouvant sur d’autres sites analogues au Cap Sizun, exemple des falaises et landes de Fréhel, Presqu’île de  Crozon, ou landes intérieures des Monts d’Arrée.

Avertissement : Liste des végétaux caractéristiques mais non exhaustive. Cette classification est une forte simplification, des interpénétrations existent dans chaque zone.
(Texte réactualisé en août 2010 par Michel GüET) .

### Faune
Guillemot de Troïl, fulmar boréal, cormoran huppé, goélands argenté, marin et brun, mouette tridactyle, grand corbeau, crave à bec rouge, faucon pèlerin...

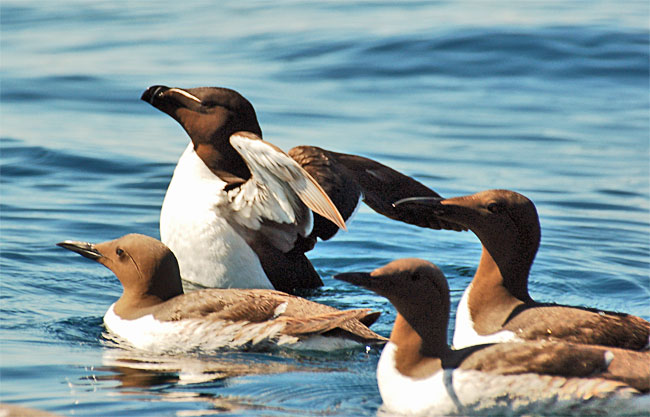
Guillemots et pingouin.
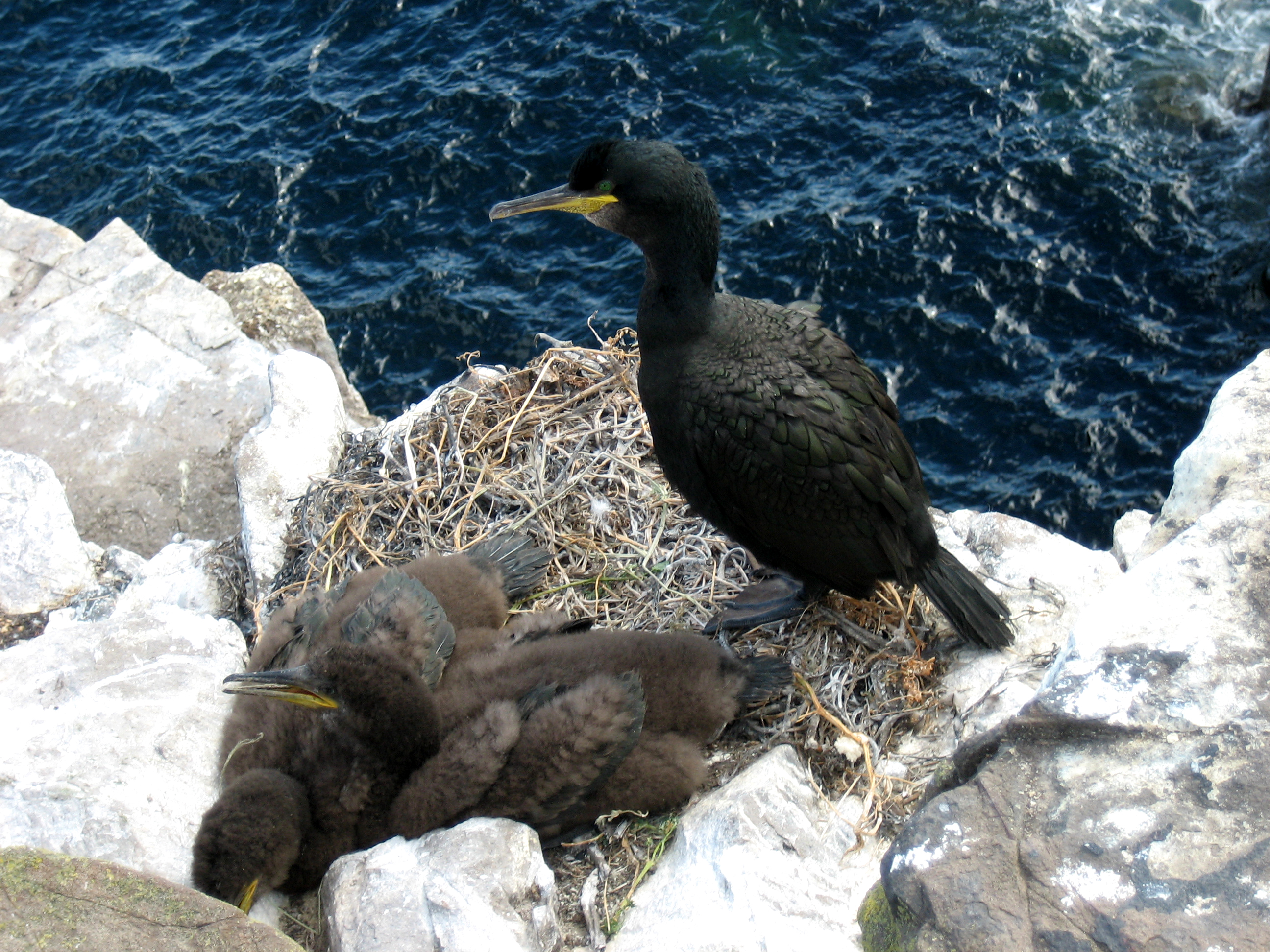
Cormoran huppé.
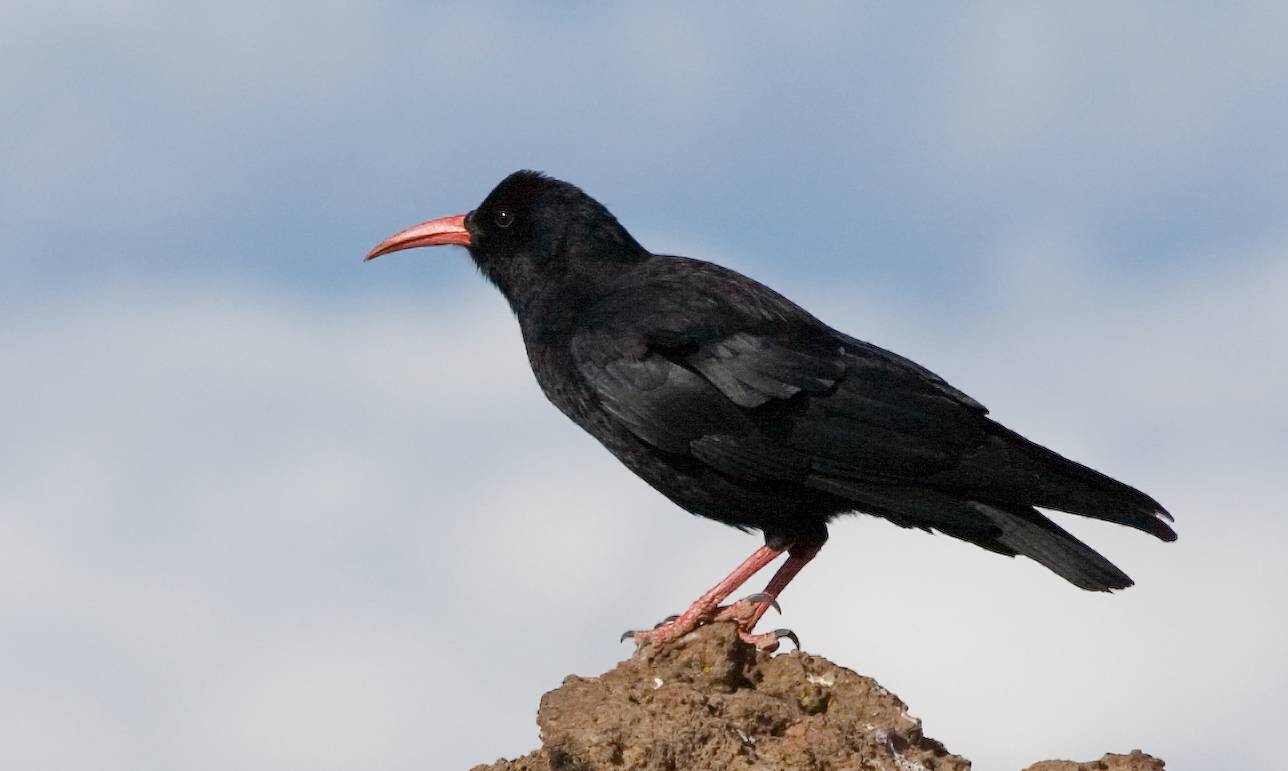
Crave à bec rouge.

## Visiter la réserve
Une visite de la réserve offre une occasion d'observer des oiseaux marins dans leur habitat naturel, notamment pendant la période de reproduction (avril à juillet). D'autres oiseaux remarquables nichent sur la réserve du cap Sizun : le crave à bec rouge, le grand corbeau et le très rare faucon pèlerin.
De nombreux passereaux profitent également des landes, pour s'y nourrir et même pour certains, y nicher, par exemple, le tarier pâtre ou le pipit farlouse.

### La visite
Le site représente environ 50 ha de landes, de pelouses maritimes et de hautes falaises.
La visite se fait en bordure de falaises, sur un sentier aménagé pour respecter la flore et les oiseaux. 8 petites bornes en bois renvoient aux 24 pages d'un livret de découverte édité par Bretagne Vivante, gestionnaire du site. Le livret est en vente dans les offices de tourisme et à l'épicerie de Goulien, et sur place d'avril à août. Pendant les vacances de printemps et les vacances d'été, des visites guidées sont également proposées.
Quelques îlots rocheux longent ce littoral, le principal étant celui d'Ar Milinou Braz où nichent de nombreuses espèces d'oiseaux de mer (océanite tempête, fulmar, cormoran huppé, goéland argenté, goéland brun, goéland marin, mouette tridactyle, guillemot, pingouin torda, macareux).